# August Brandes (Radsportler)
August Brandes (* 1. Mai 1903 in Egestorf; † 1989 in Braunschweig) war ein deutscher Berufs-Radrennfahrer und zählte von Mitte der 1920er bis Anfang der 1930er Jahre zu den erfolgreichsten Radrennfahrern von Hannover.

## Biographie
August Brandes wuchs in dem kleinen Ort Egestorf auf. Er erhielt den Spitznamen Pickel, weil sein Vater als Steiger in Barsinghausen arbeitete und dessen Arbeitsgerät ein Pickel war. Nach Abschluss der Schule ging Brandes im Alter von 18 Jahren wegen der besseren Verdienstmöglichkeiten nach Hannover. Dort arbeitete er als Schlosser und als Elektromonteur.
1921 schloss sich Brandes dem Radsportclub Hawa-Viktoria Hannover an, 1926 wechselte er zum RV Zugvogel. Schon als Jugendfahrer errang er erste Erfolge. 1925 gewann er als Amateur mehrere Rennen wie Quer durch Westfalen,  Rund um Hannover, den Großen Nordsee-Preis sowie das Bahnrennen Silberne Eule von Peine.
1928 wurde Brandes Radsport-Profi und startete bei den Straßenweltmeisterschaften in Budapest, musste aber wegen mehrerer Reifendefekte das Rennen aufgeben. 1930 entschied er die erste Etappe der  Deutschlandrundfahrt mit Start und Ziel in Berlin für sich und gehörte zu der Mannschaft, die das Mannschaftszeitfahren gewann. Aufgrund schlechter finanzieller Bedingungen im deutschen Profiradsport ließ er sich 1931 re-amateurisieren und wurde 1931 in Chemnitz deutscher Meister im Straßenrennen der Amateure über 300 Kilometer. Auch fuhr er Rennen auf der Radrennbahn Hannover. Bei den Straßen-Weltmeisterschaften im selben Jahr in Kopenhagen wurde er Elfter im Straßenrennen und damit bester Deutscher. 1932 beendete er seine Radsportlaufbahn.
Schon 1931 hatte August Brandes in Hannover ein Fahrradgeschäft in der Celler Straße übernommen, das er bis 1971 betrieb. Es wurde von seinem Sohn übernommen und besteht bis heute (Stand 2017).

## Erfolge
1930
- eine Etappe und Mannschaftszeitfahren Deutschlandrundfahrt

1931
- Deutscher Amateur-Meister – Straßenrennen